# Retiro (línea E del subte de Buenos Aires)
Retiro es la estación terminal nordeste de la línea E de la red de subterráneos de la Ciudad de Buenos Aires. Está ubicada debajo de la Avenida del Libertador en el barrio de Retiro, a metros de las estaciones de ferrocarriles de Retiro y de la Terminal de Ómnibus. Permite combinar con las estaciones homónimas de la línea C y las proyectadas de la línea G y la línea H.
La estación tiene plataforma central y tres niveles. En el primero se encuentran los dos véstibulos con los accesos, en el segundo las boleterías y en el tercero, el andén a 25 metros debajo de la Avenida del Libertador. En cuanto a la decoración, las paredes combinan rectángulos en distintos tonos de violeta y en color azul. Tras la estación, se encuentra una cola de maniobras.

## Historia
Un punto complejo en la construcción de la estación fue el acceso ubicado en la esquina de la avenida Libertador y la calle Juncal. La ubicación de dicha boca obligó a reubicar y sortear numerosas interferencias. Otras dificultades ocurrieron en la construcción de las galerías de drenaje, ya que el suelo de la zona presenta una alta concentración de agua. También, a lo largo de la obra, los trabajadores se enfrentaron con fragmentos de jarrones, piletas para lavar la ropa, herraduras y demás objetos de la vida cotidiana del Buenos Aires de hace más de un siglo (esto se debe a que la zona conformaba la costa original del Río de la Plata. En el plano original de la estación, la misma debía pasar por debajo de un edificio de diez pisos. Esto fue modificado. El túnel de la línea C también complejizó la obra.
Aunque se anunció que su inauguración se realizaría en agosto de 2012 en un primer término, los plazos de la obra se extendieron y su apertura ha sido postergada. Hacia mediados de 2013, la estación se hallaba en etapa de consolidación del hormigón (cercano al 20% del total de la obra). Para mayo de 2014, las obras estaban completadas en un 95%, faltando la colocación de vías, ascensores, escaleras mecánicas y sistemas de señalización, como así también el acceso dentro del edificio de la estación Retiro de la línea Mitre. En diciembre de 2015 las obras pasaron al ámbito del gobierno de la ciudad de Buenos Aires y se inició la colocación de vías sobre balasto, que finalizó a mediados de 2016. Luego el gobierno porteño anunció la inauguración de la estación para el segundo trimestre del 2019, siendo finalmente inaugurada el 3 de junio de 2019.
Es la estación más grande de toda la red.

## Decoraciones
Actualmente se encuentran en el techo además de los rectángulos violeta y azul, esta decorada con caras de oro del renacimiento de la Antigua Grecia hecho por Marta Minujin.